# Nicolai Bøgh
Nicolaj Bøgh, född den 13 mars 1843 i Skamstrup nära Holbæk, död den 13 oktober 1905 i Köpenhamn, var en dansk författare. Han var dotterson till Poul Dons samt bror till Frederik och Otto Bøgh.
Bøgh skrev tillsammans med William Bloch ett antal pjäser och utgav 1880–1890 tre diktsamlingar (bland annat 1883 De nygiftes Sange), men inlade förtjänst i synnerhet genom att ge ut brevsamlingar (Breve fra og til H. C. Andersen, 1877–1878, Fra Oehlenschlægers Kreds, 1881) och genom levnadsteckningar av konstnärer och skalder (Erindringer fra og om J. A. Jerichau, 1884, Elisabeth Jerichau-Baumann, 1886, Fritz Jürgensen, 1897, Christian Winther, I–III, 1893–1901) samt av Signe Læssøe (1877).

## Utmärkelser
- Professors namn,  1890[1]
- Riddare av Dannebrogorden,  1897[1]

[Redigera Wikidata]